# Katia Foucade
Katia Foucade, coniugata Hoard (Parigi, 9 maggio 1971), è un'ex cestista francese.

## Carriera
Con la Francia ha disputato i Campionati del mondo del 1994 e i Campionati europei del 1993.